# Ордубад
Ордуба́д (азерб. Ordubad) — город в Азербайджане, административный центр Ордубадского района и второй по величине город Нахичеванской Автономной Республики. Расположен в предгорьях Зангезурского хребта на реке Ордубадчай, в 4 км от железнодорожной станции Ордубад.
Ордубад является одним из немногих городов Азербайджана, хорошо сохранивших свои памятники старины, старую планировку и значительную часть старой застройки. С 2001 года площадь исторической застройки города является кандидатом на внесение в список Всемирного наследия ЮНЕСКО.

## Этимология
Название города имеет тюрко-персидское происхождение и дословно означает «армейский город» — от тюркского «ordu» (армия) и персидского «bad» (город), что подразумевает, что город был основан в период монгольского нашествия или последующего правления Ильханидов.

## География
Ордубад расположен у подножья Зангезурского горного хребта на высоте 850 м над уровнем моря, в 64 км к юго-востоку от Нахичевани, в 1,5 км севернее левого берега реки Аракс, по которой проходит граница с Ираном. Граница с Арменией проходит в 11 км восточнее города. Город разделён на две части рекой Ордубадчай.

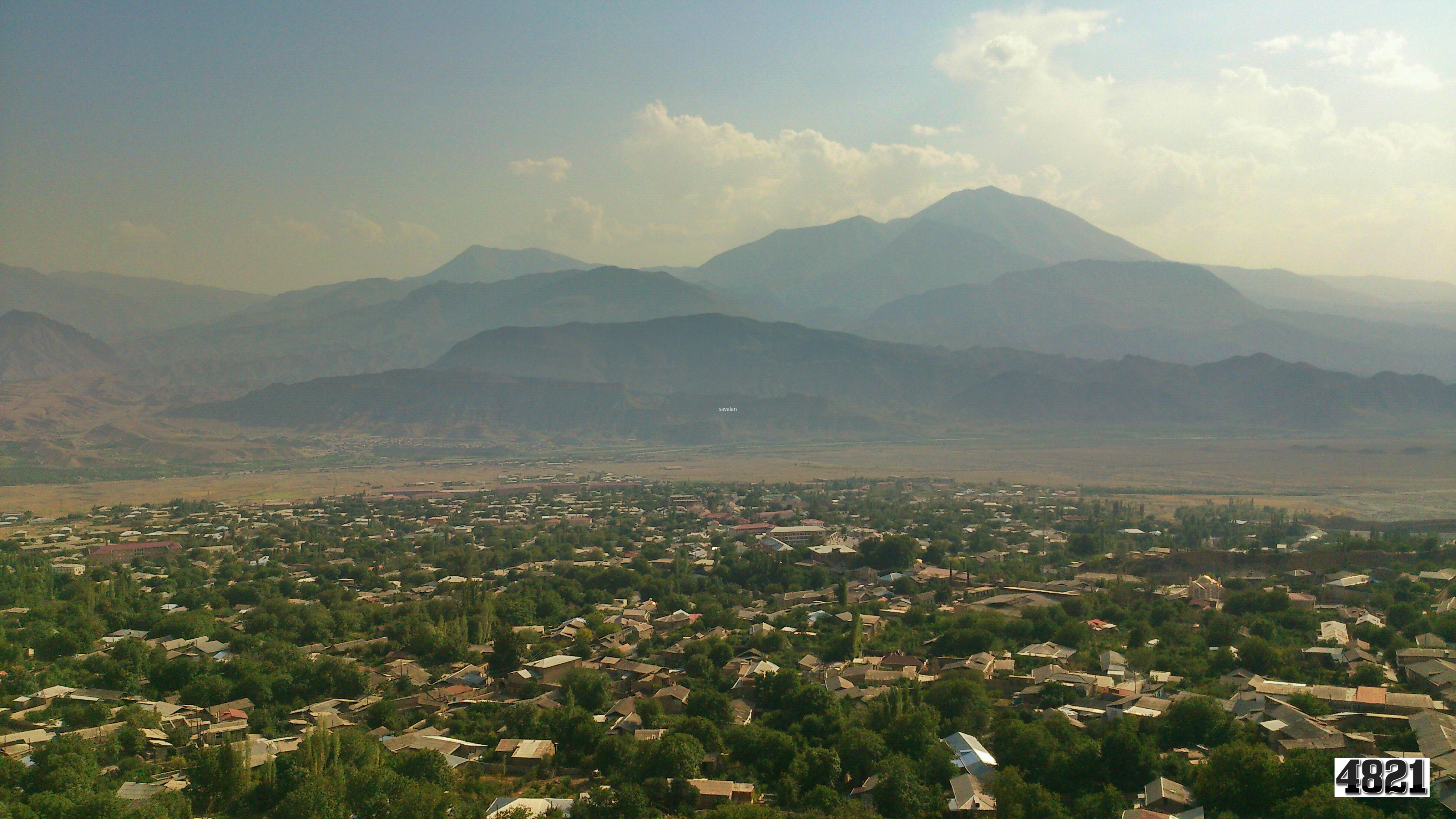
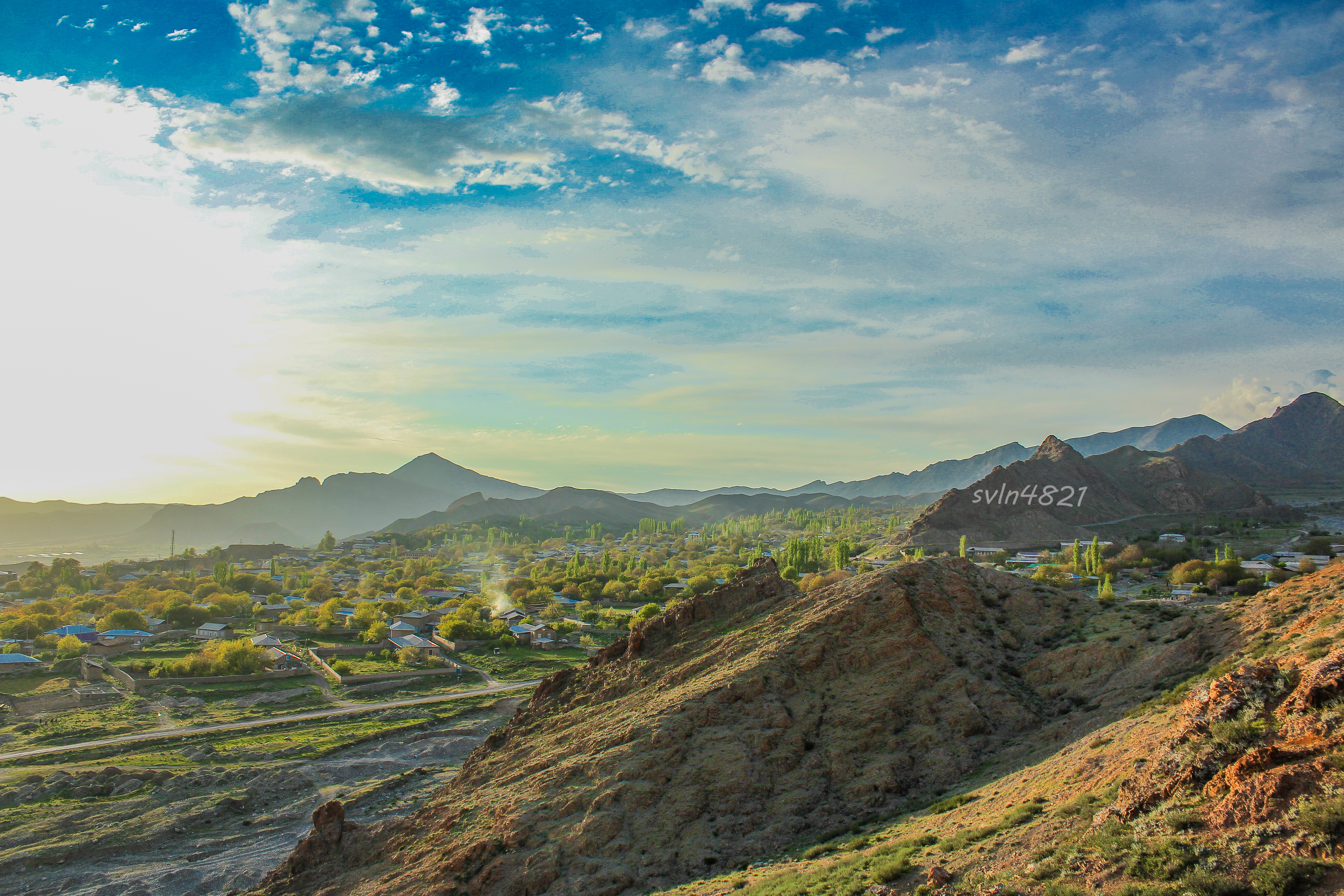
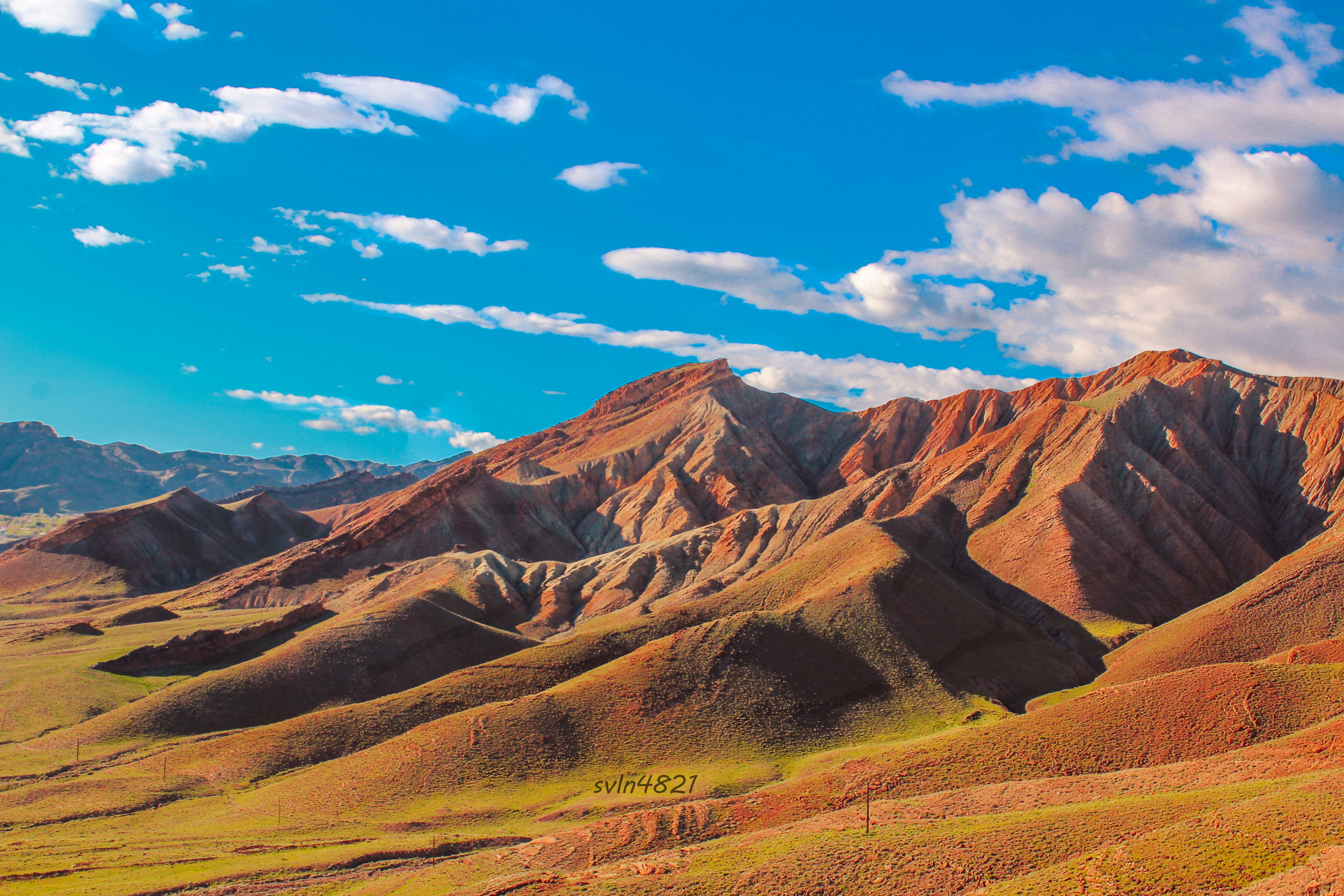

## История

### Средневековье
В древности территория Ордубада входила в пределы области Гохтн Великой Армении. Возникновение поселения в Ордубаде, вероятно, восходит к V—VI вв. н. э, когда город входил в состав Армянского марзпанства.
Самым древним памятником Ордубада, о котором имеются сведения, является куфическая надпись на персидском языке на одной из плит старинного кладбища в городе, относящаяся к 824 году. Эта надпись была открыта М. Ханыковым, который писал, что в 1851 году М. Архангельский сделал для него эстампаж с этой надписи. Однако эта плита не сохранилась. Уже в 1927 году В. М. Сысоев не нашёл на Ордубадском кладбище ни одной куфической надписи. К древним памятникам Ордубада относятся и сохранившиеся до конца XIX века развалины древнего караван-сарая. Он находился рядом с площадью Араса-майдан, подземный ход от которого вёл к старинной церкви, построенной, по народному преданию, в начале распространения христианства, в начале V века. Одним из древнейших памятников Ордубада, сохранившимся до наших дней, является датированная 1357 годом могильная плита на кладбище Ордубада с арабско-персидской надписью религиозного содержания. Данная могила, найденная на том же кладбище, что и плита 824 года, принадлежала ордубадцу Шейх Абу-Саиду, являвшемуся современником Ибн Сины.
Историк Хумар Ваидова отмечает, что первые упоминания об Ордубаде относятся к VII веку. В этот период всё Закавказье, в том числе Ордубадская провинция, попало под власть Арабского халифата и было объединено в составе единого Армянского эмирата. Провинцией управляли назначаемые халифами эмиры.
В IX—X вв. Ордубадская провинция поочерёдно попадала под власть феодальных государств иранских династий Саджидов, Саларидов (правивших в северо-западной Персии, в провинции Азербайджан, имевшем до XI века персидское население) и Армянского царства.
В XI веке Ордубадская провинция, как и вся территория Закавказья, была завоёвана сельджуками, пришедшими сюда из Средней Азии. Большую известность Ордубад приобрёл в XII веке, в то самое время, когда Нахичевань некоторое время являлся столицей Государства Ильдегизидов.
В 1196—1261 годах, Ордубад входит в состав Армянского царства Закарянов.
В первой половине XIII века Ордубад был захвачен монгольскими завоевателями. Считается, что тюрко-персидское название «Ордубад», означающее «город армии», может подразумевать его основание именно в период монгольского нашествия или в период последовавшей за ним эпохи правления Ильханидов, что намного вероятнее, поскольку Ильханиды превратили Азербайджан (северо-западная Персия) в центр своей власти. Ордубад был одним из важных торговых городов, через который проходили караваны из Китая, Европы и Индии. Из города вывозились фрукты, сельскохозяйственные продукты и шёлк. Хамдаллах Казвини в середине XIV века описывал Ордубад, как провинциальный город, являвшийся одним из пяти городов, входивших в Нахичеванский туман, утопающий в садах, и производящий прекрасный виноград, зерновые и хлопок. В сочинении «Нузхат ал-кулуб» Хамдаллаха Казвини (XIV век) Ордубад, равно как и Нахичевань, указываются в регионе Азербайджан.
В конце XIV века город подвергся нападению войск Тимура. В 1387 году, после покорения Хорасана, Тимур со своим войском двинулся на Тебриз, а затем в Сюникскую область. Путь его проходил через Ордубад и его окрестности, понёсшими вследствие этого большой урон. Бои, проходившие рядом с Ордубадом во время длительной осады крепости Алинджакала, были весьма разорительными для населения города. В XV—XVI вв. Ордубад входил в состав феодальных государств пришлых тюркских объединений Кара-Коюнлу и Ак-Коюнлу.
В XV веке на левом берегу реки Ордубадчай на холме Амбарас была основана феодальная крепость, являвшаяся центром города, который начал стремительно развиваться за счёт торговли.

### Новое время

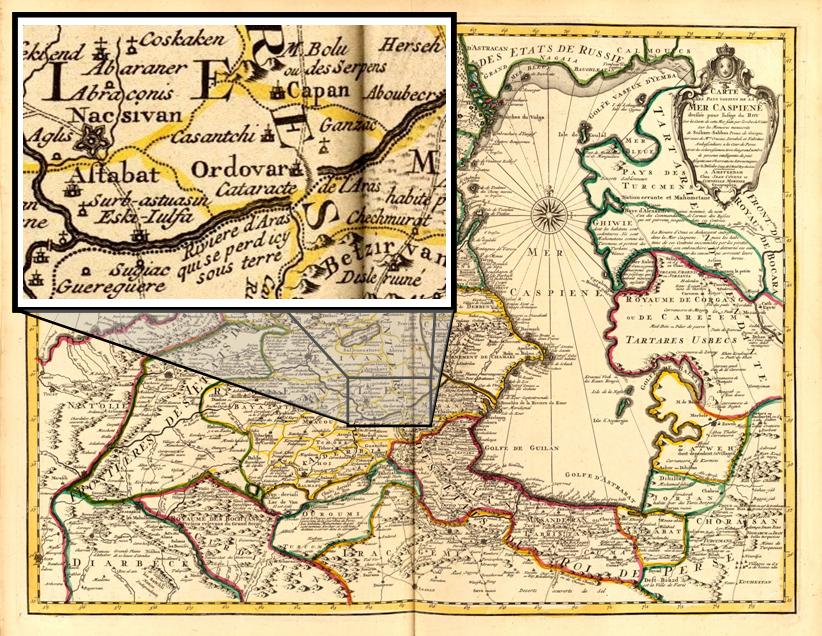
Ордубад (Ordovar) на карте Прикаспийских стран 1723 года. Автор Гийом де Лиль. Из атласа «Atlas nouveau», Амстердам, 1742 год

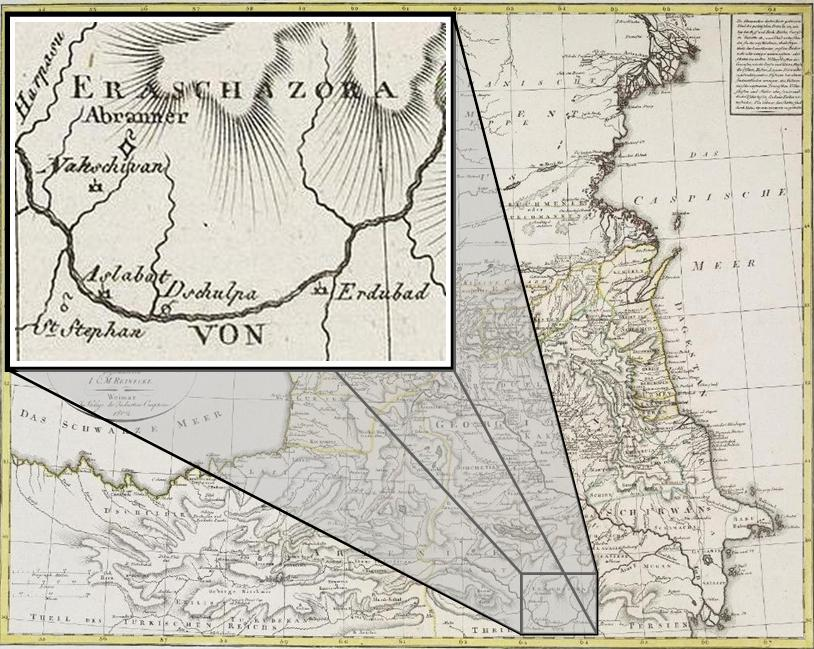
Ордубад (Erdubad) на карте 1802 года. Автор Райнекке (опубликовано в 1803 году в Вене)

Согласно Киоумарсу Гереглоу, в марте 1504 и в марте 1506 гг., в эпоху шаха Исмаила I, несколько сефевидских землеустроителей были отправлены в преимущественно армянонаселенный район Ордубада для проверки статуса собственности на сельскохозяйственные земли и городской собственности в регионе.
Вплоть до XVI века Ордубад был одним из центров ремесленного производства и торговли. В XVII веке на левом берегу Ордубадчая были образованы новые центры торговли. Учитывая, что развитие города проходило на правой стороне, крепость потеряла своё значение. В 1604 году Ордубад (в период правления шаха Аббаса) получил некоторые привилегии, освободившие его от уплаты налогов в казну, о чём свидетельствует текст шахского фирмана, высеченного над порталом Джума-мечети. Так, Хатембек Ордубады, носивший титул «Этимад-ад-доулэ», будучи главным визирем Аббаса I, выхлопотал у него в 1607/08 г. налоговый иммунитет — «муафи» городу Ордубаду, о чём и свидетельствует шахский указ, вырезанный над порталом Джума-мечети. Конец XVI — первая половина XVII в. оказались для Ордубада тяжёлым периодом. Подвергаясь набегам то турецких, то иранских завоевателей, а зачастую являясь ареной ожесточённых и кровопролитных сражений, Ордубад не раз был разграблен и разорён. Так, в 1635 году во время ирано-турецкой войны Ордубад был варварски разрушен. Во второй половине XVII века внешняя политическая стабилизация объективно способствовала оживлению городской жизни, восстановлению ремёсел и торговли. К этому периоду относится строительство медресе. В XVII—XVIII веках в Ордубаде, на правом берегу реки начали основываться новые центры торговли.
В конце 1720-х гг. был взят предводителем армянских повстанцев в Зангезуре Мхитаром Спарапетом.
В XVIII — начале XIX вв. город входил в состав Нахичеванского ханства (в юго-восточный магал Аза-Джейран), но после русско-персидской войны 1827 года и Туркманчайского договора 1828 года, эти территории отошли к царской России.
В течение сравнительно долгого периода времени, исчисляемого двумя столетиями (XVII—XIX вв.), в силу внутренних и внешних обстоятельств социально-экономическая база Ордубада не получала сколько-нибудь существенного развития, а в отдельные периоды даже регрессировала. Основными занятиями населения города оставались садоводство, ремесленное производство и торговля.
В составе Российской империи Ордубад (или Ордубат) был безуездным (не составляющего административного центра для какой-либо определённой территории) городом Нахичеванского уезда Эриванской губернии и был расположен на границе России и Персии. В 1834 году население города и 52 его деревень составляло 11,341 человек.
С 1850 по 1868 г. Ордубат был уездным городом Эриванской губернии.
В 1882 году Ордубат с 62 селениями близ него относился Ордубатскому приставству, население которого составляло 22000 человек, из которых 13200 составляли азербайджанцы и 8800 — армяне. Армянские селения отличались своей зажиточностью и богатством: как отмечает газета «Кавказ», в армянских селениях было много жителей чье состояние превышало несколько сотен тысяч рублей. Непосредственно в самом городе Ордубате, население состояло главным образом из азербайджанцев, которое занималось садоводством и шелководством. В городе стоял замечательный огромный чинар (Platanus orientalis). В городе тогда было одноклассное городское училище.

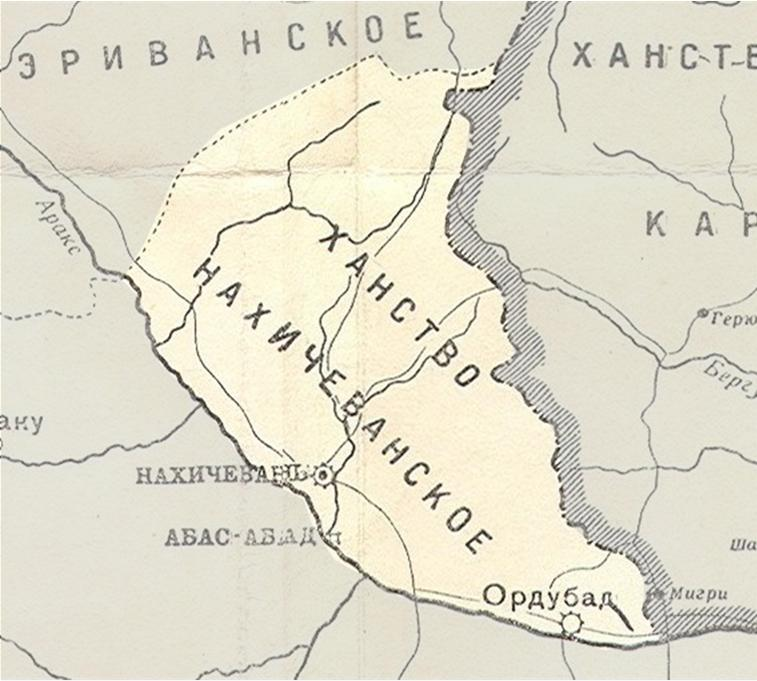
Ордубад в составе Нахичеванского ханства на карте 1902 года
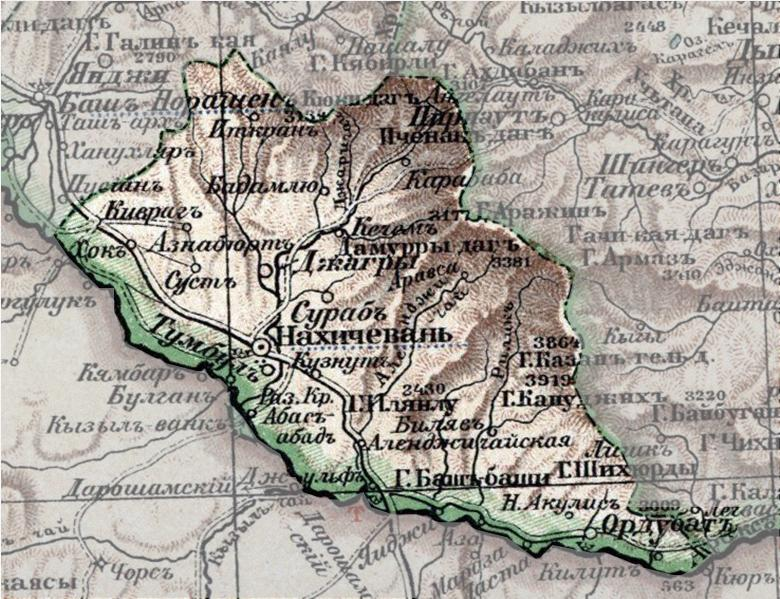
Ордубад (Ордубатъ) в составе Нахичеванского уезда на карте 1903 года

### Новейшая история
В 1977 году постановлением правительства Азербайджанской ССР площадь исторической застройки города Ордубада, отличающаяся своеобразной архитектурной структурой и памятниками архитектуры, была объявлена историко-архитектурным заповедником.
В 2001 году город был объявлен кандидатом на внесение в список Всемирного наследия ЮНЕСКО.

## Население
В 1869 году в городе было 810 домов (или дворов). В 1875 году в Ордубаде жило 5000 человек, 4700 из которых были мусульманами и 300 армянами. В конце XIX век — начале XX века Ордубат имел около 4 500 жителей, главным образом азербайджанцы-мусульмане (в источнике — татары-мусульмане).
Согласно Первой Всеобщей переписи населения Российской империи 1897 г. в городе проживало 4 611 человек (грамотных — 798 человек, или 17,3 %)..
| Год  | Азербайджанцы   | Армяне       | Русские, украинцы, белорусы | Поляки      | Грузины    | Немцы      | Остальные  |
| ---- | --------------- | ------------ | --------------------------- | ----------- | ---------- | ---------- | ---------- |
| 1897 | 4 088 (88,66 %) | 284 (6,16 %) | 179 (3,88 %)                | 34 (0,74 %) | 8 (0,17 %) | 4 (0,09 %) | 14 (0,3 %) |

По данным «Кавказского календаря» на 1912 год в городе проживало 5445 человек, в основном азербайджанцев (указанных как «татары»). Согласно Кавказскому календарю, к 1914 году население составляло 5 655 человек (мусульман-шиитов — 5 367, армян — 173).
По всесоюзной переписи населения 1989 года в Ордубаде проживало 9 395 человека, в 1991 году — 9 500, а в 2008 — 10 372.

## Экономика и транспорт
В городе сосредоточены кокономотальная фабрика, аграрно-промышленный плодоводческий комбинат и гренажный завод. Ордубад имеет автобусное сообщение с Нахичеванью, Джульфой, Дырнысом и деревнями Ордубадского района.

## Кварталы города
Ордубад разделён на пять крупных кварталов-махалля:
1. Сер-Шехер;
2. Амбарас (Верхний Амбарас и Нижний Амбарас)[35];
3. Кюрдетар;
4. Уч-Таренги;
5. Мингис.

Помимо главных кварталов в городе имеются малые кварталы: Карачанак, Дильбяр, Энгеч, Караховузбаши, Аскерхан, Кёрпюбаши, Бегляр, Гошгар и др.

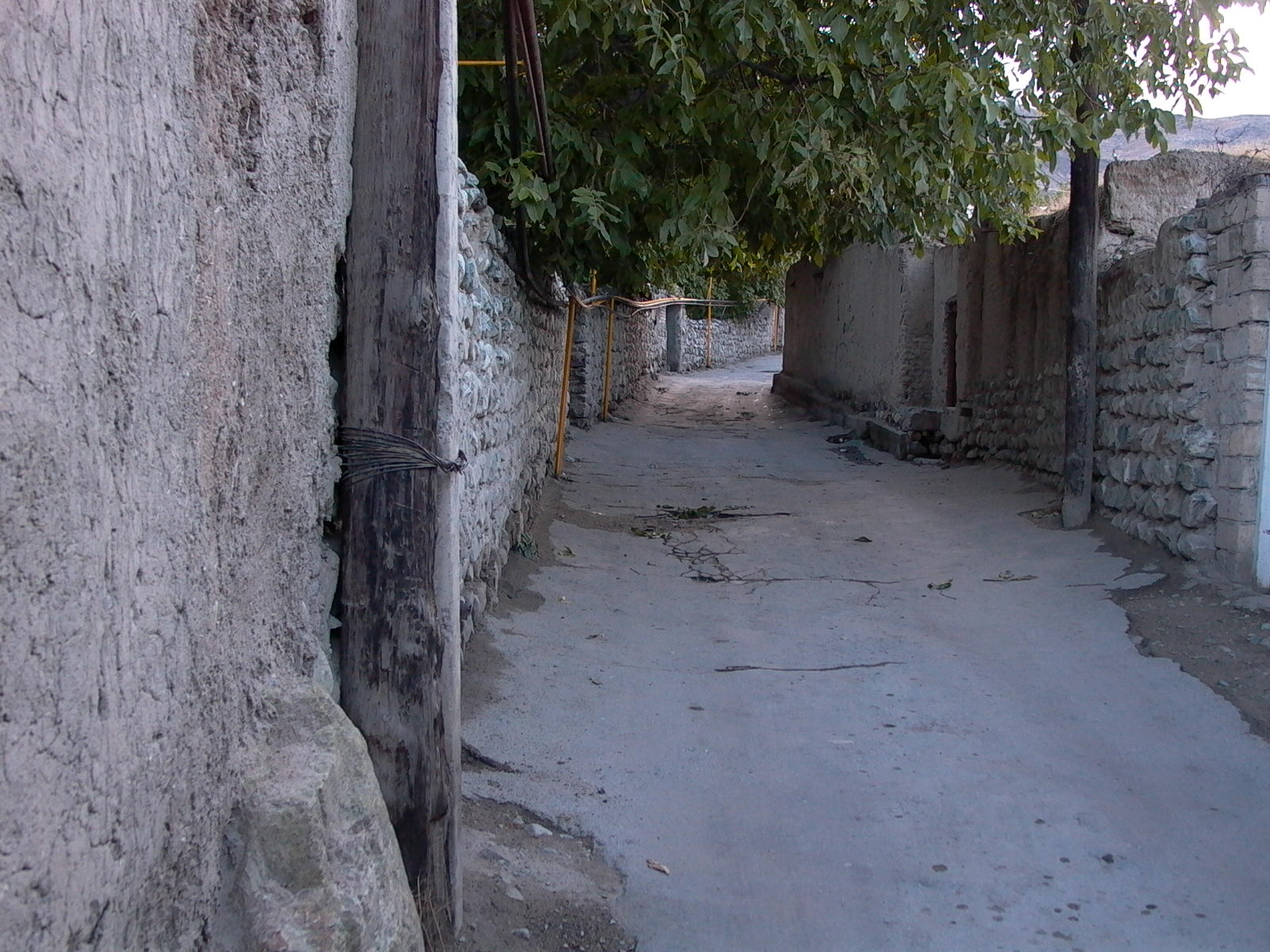
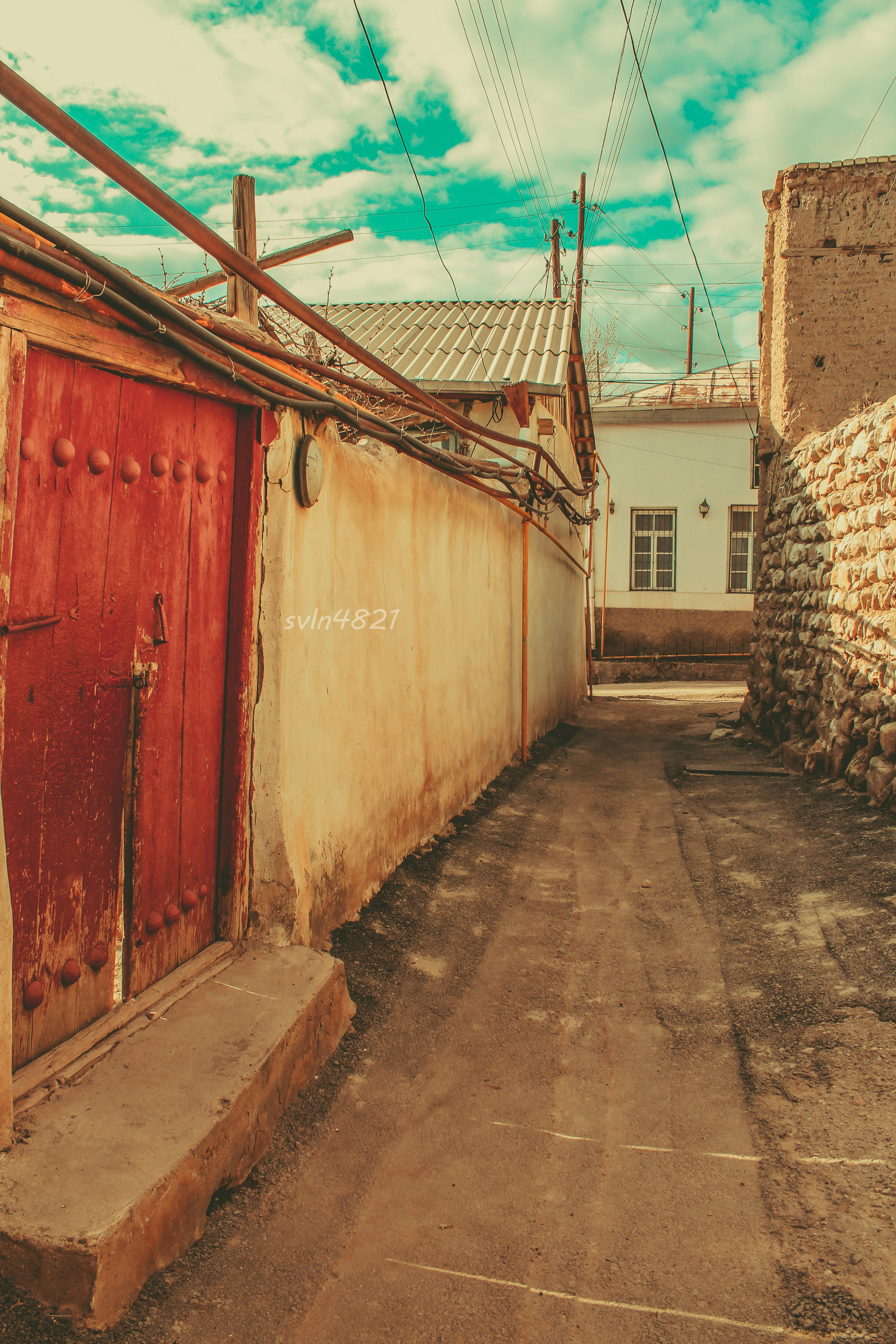

## Достопримечательности
- Государственный историко-архитектурный заповедник (включает площадь исторической застройки города)[15].
- Армянский монастырь XIII века[36]
- Дом-музей М. С. Ордубади.
- Джума-мечеть (перестроена в XVII в.),
- Дильбер-мечеть (XVIII в.).
- Двухэтажное медресе (начало XVIII в.)[37]
- Жилые дома с вестибюлем XVIII—XIX вв., образующие своеобразную группу в народном жилище Азербайджана[37].
- Мечеть Саршахар (XVIII в.).
- Мечеть Мингис (XVII в.)

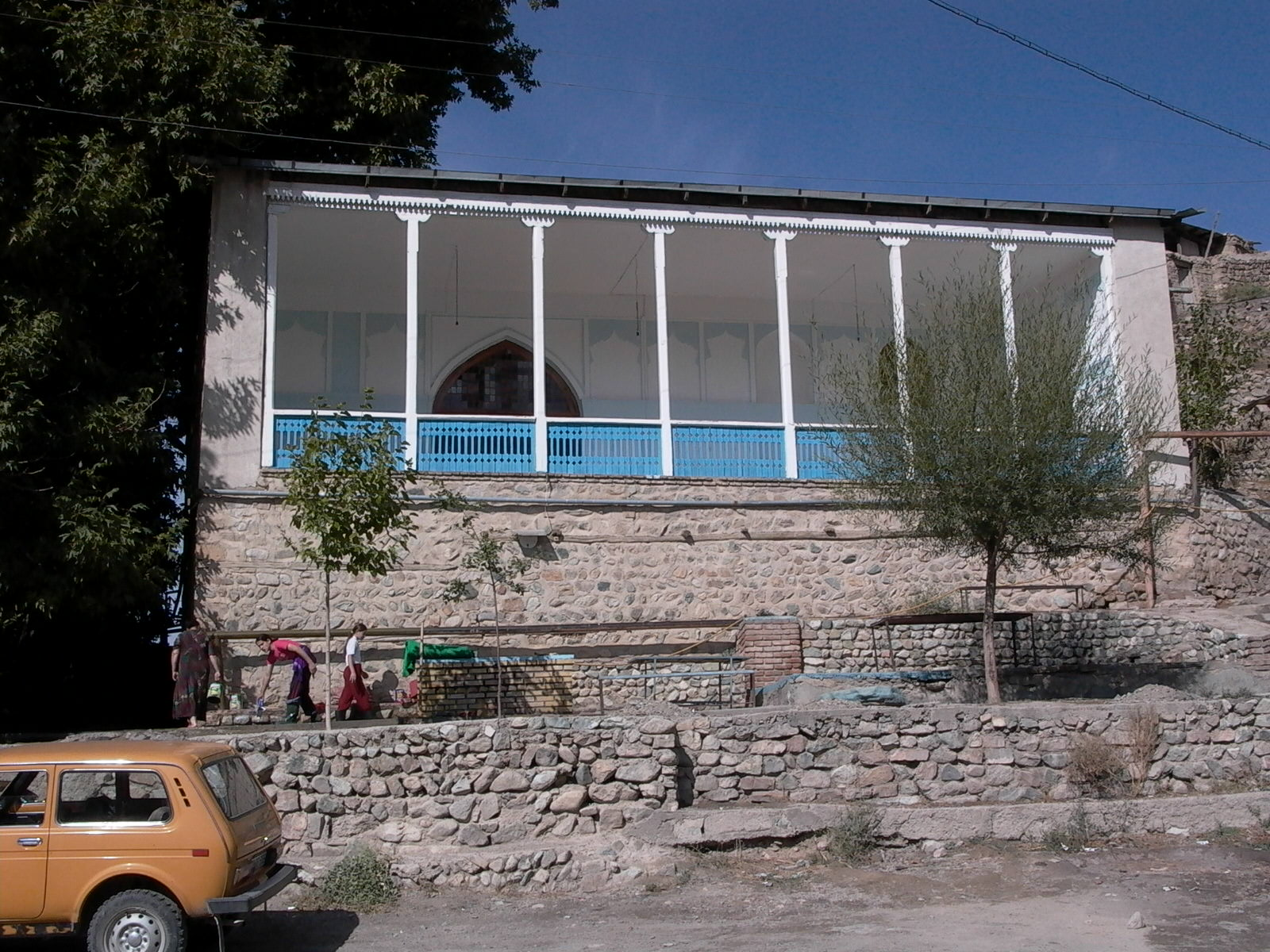
Мечеть в квартале Амбарас
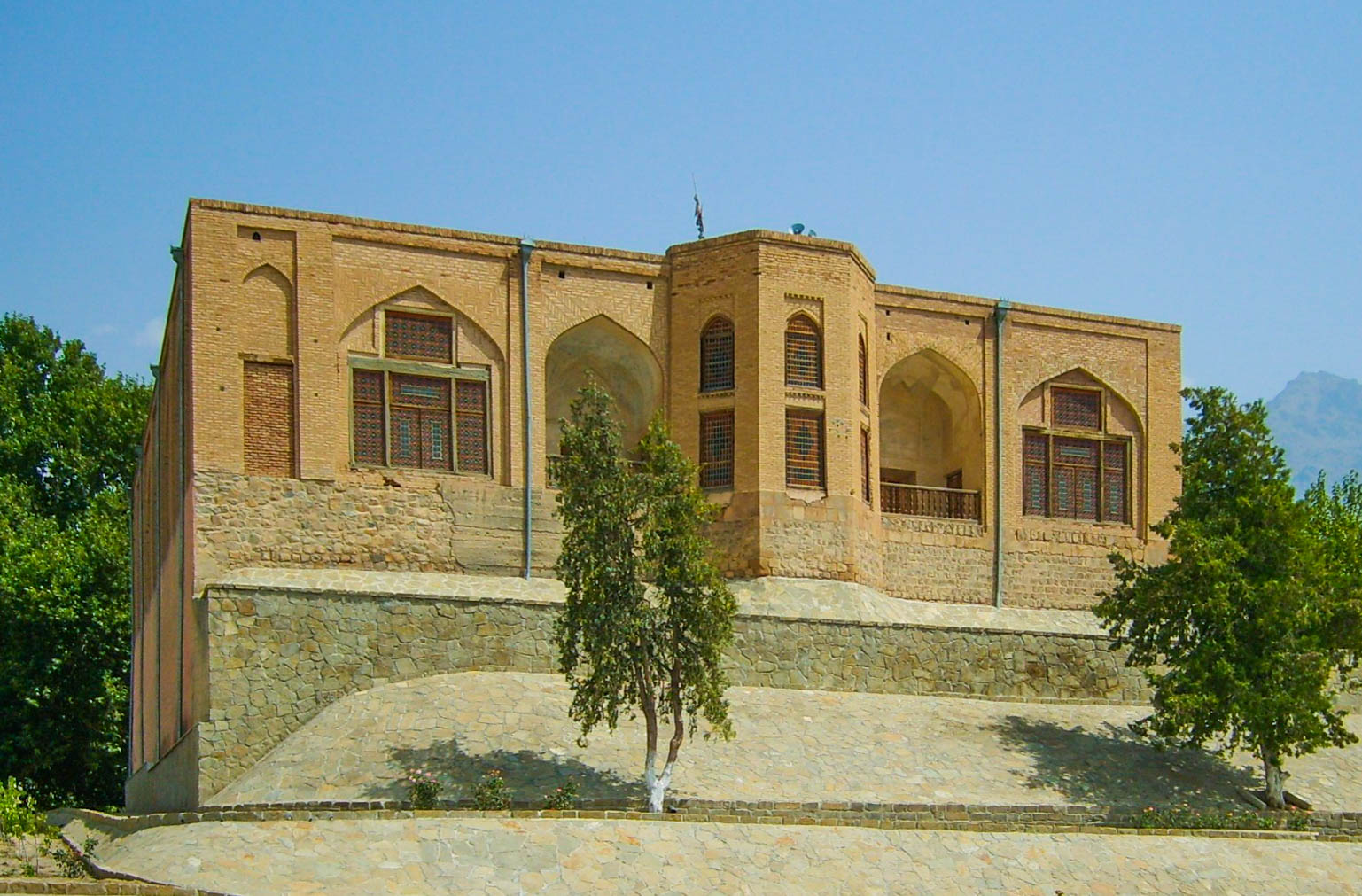
Джума-мечеть XVII века
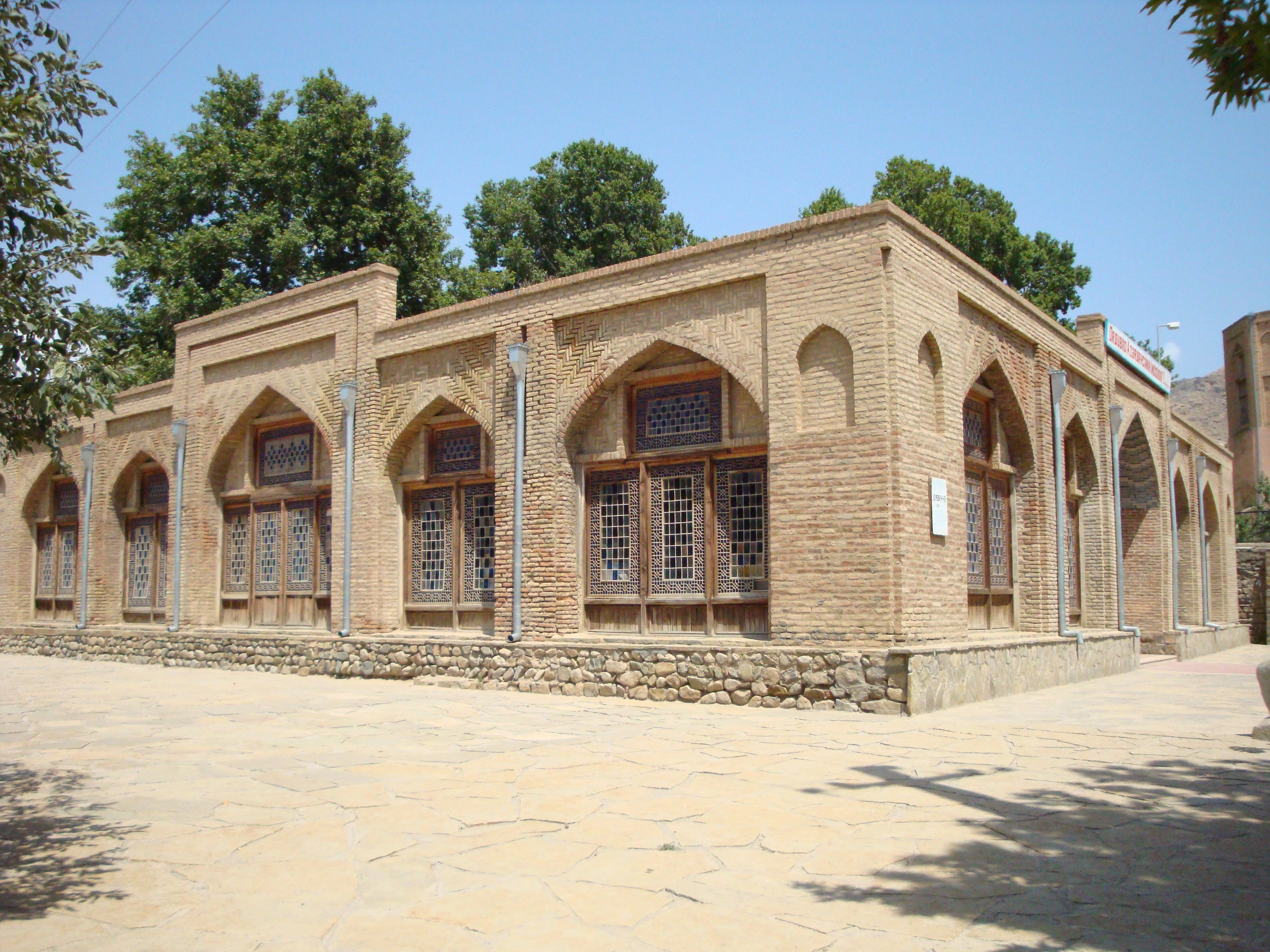
Базар «Гейсарийе» XVII века
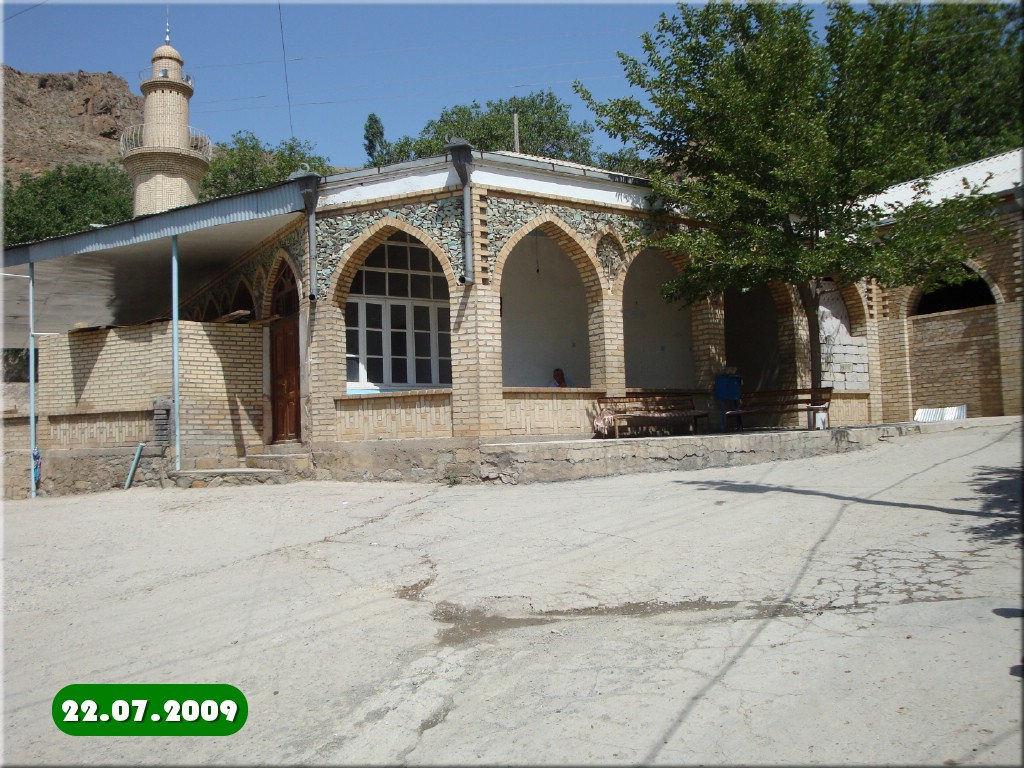
Мечеть Гаджи Гусейнкули
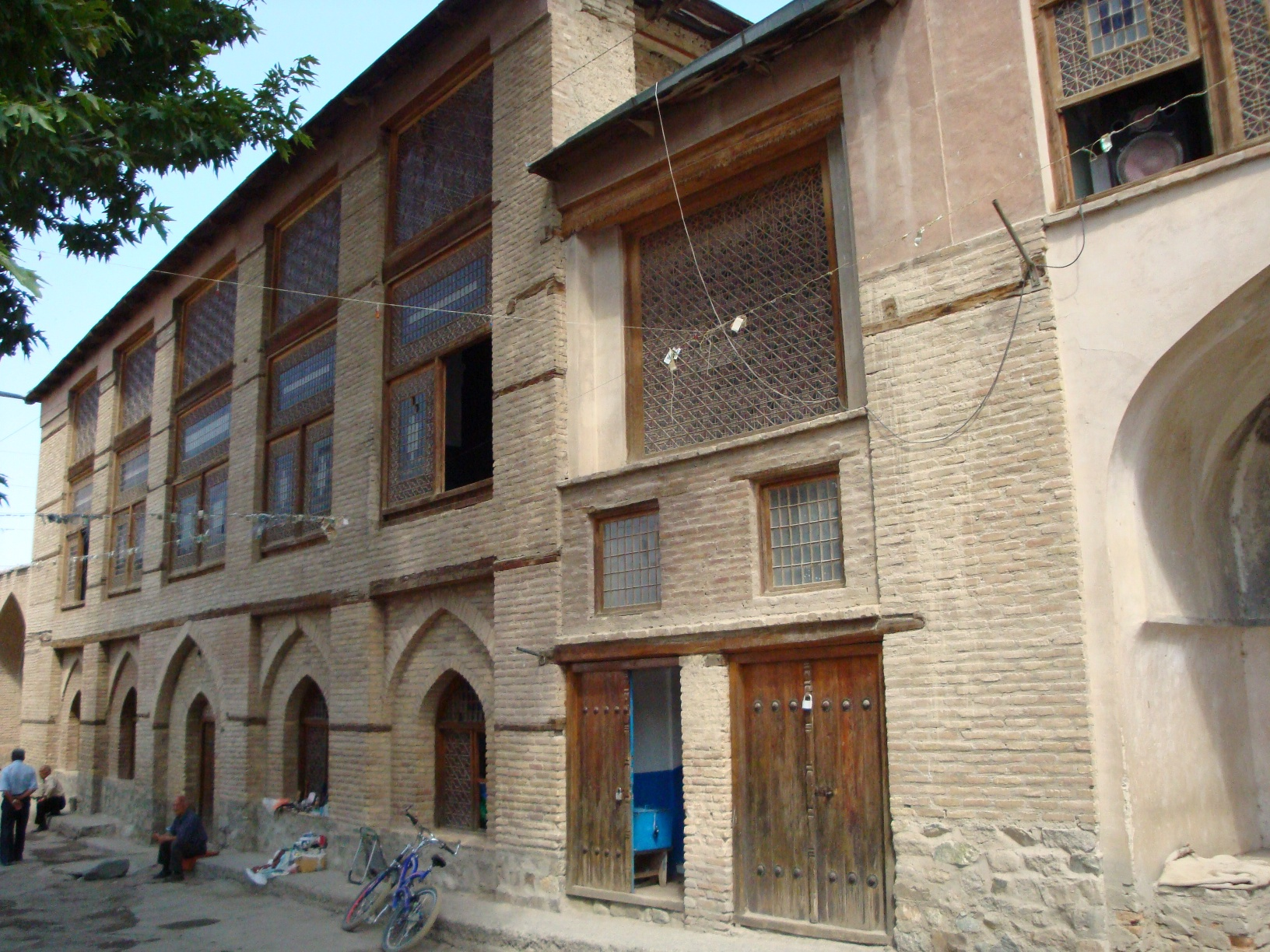
Мечеть Саршахар XVIII века